# Silberfleck-Zahnspinner
Der Silberfleck-Zahnspinner (Spatalia argentina) ist ein Schmetterling (Nachtfalter) aus der Familie der Zahnspinner (Notodontidae).

## Merkmale
Die Falter erreichen eine Flügelspannweite von 32 bis 40 Millimetern, bei einer Vorderflügellänge von 16 bis 18 Millimetern und haben einen stark grau bis braun behaarten Körper. Am Thorax befindet sich ein markanter, kegelförmig nach oben gerichteter Haarbüschel. Die Männchen besitzen am Hinterleibsende einen zweigeteilten Haarpinsel. Die Vorderflügel sind meist ungleichmäßig graubraun bis hell rotbraun gefärbt und tragen in ihrer Mitte einen auffälligen, beilförmigen silbernen Fleck um den herum sich mehrere kleinere Flecken befinden. Der für die Familie typische Zahn am Innenrand des Vorderflügels ist rostbraun bis rostrot gefärbt. Die Hinterflügel haben eine gelbgraue Farbe. Die Falter der zweiten Generation sind kleiner und weniger kontrastreich gefärbt als die der ersten Generation.
Die Raupen werden ca. 50 Millimeter lang und imitieren mit ihren Aussehen perfekt ein kleines Eichenästchen (Mimese). Sie sind grau oder glänzend rotbraun gefärbt und tragen am Rücken des vierten Segmentes zwei kegelförmige Höcker, auf dem zehnten Segment eine schmale, schwarz gerandete Querwulst und am elften Segments einen kleinen abgestumpften Höcker, welche allesamt durch das nachahmen von Knospen die Tarnung der Raupen perfektionieren. Am Rücken der Tiere verläuft eine feine weißlich gerandete Linie, an den Seiten des Körpers findet sich darüber hinaus oft je eine ebenso oder bräunlich gefärbte Längslinie.

## Vorkommen
Die Art kommt in Mittel-, Süd-, Südosteuropa und Kleinasien vor. In Mitteleuropa ist sie nur lokal an temperaturbegünstigten Standorten wie beispielsweise im Rheintal und im südlichen Steigerwald zu finden, kommt aber noch bis in den Nordosten Deutschlands vor. Im Nordwesten und an der Ostseeküste fehlt sie. Man findet sie in Au- und sonstigen Laubmischwäldern mit hohem Eichenanteil.

## Lebensweise
Die nachtaktiven Imagines sitzen tagsüber versteckt in der Vegetation, oft auch an Eichen.

### Flug- und Raupenzeiten
Die Art fliegt in zwei Generationen pro Jahr von Ende Mai bis Ende Juni und im August. Die Raupen aus den Eiern der ersten Generation findet man von August bis Oktober, die der zweiten im Juni und Juli des darauffolgenden Jahres.

### Nahrung der Raupen
Die Raupen ernähren sich nach überwiegender Literaturangabe ausschließlich von Eichen (Quercus), insbesondere von Stieleichen (Quercus robur). Koch erwähnt auch Pappeln (Populus) und Weiden (Salix) als Nahrungspflanzen, was jedoch überprüfungsbedürftig ist.

## Entwicklung
Die Weibchen legen ihre Eier sowohl an buschigen als auch in den unteren Bereichen älterer, sonnenbeschienener Eichen ab. Die junge Raupe sitzt an der Blattspitze und frisst diese beiderseits der Mittelrippe ab, welche sie als Sitzplatz verwendet. Später wird nach und nach das gesamte Blatt, abgesehen von den Adern gefressen. Die Art überwintert als Puppe in einem lockeren hellgräulichen Gespinst. Die Puppe selbst ist schwarzbraun gefärbt.

## Gefährdung und Schutz
Die Art ist in Mitteleuropa sehr selten und nur an stark wärmebegünstigten Orten zu finden. Der Silberfleck-Zahnspinner teilt seinen Lebensraum u. a. mit dem Schwammspinner (Lymantria dispar) und Maikäfern (Melolontha). Werden in der Forstwirtschaft Massenvorkommen des Schwammspinners biologisch oder chemisch bekämpft, dann fallen diesen Maßnahmen auch Populationen des Silberfleck-Zahnspinners zum Opfer. Die Raupen stehen in direkter Nahrungskonkurrenz zu massenhaft auftretenden Raupen des Schwammspinners. Aus diesen Gründen ist die Art in der Roten Liste der BRD als stark gefährdet (Kategorie 2) eingestuft. Ebenso steht die Art in Österreich auf der Roten Liste.